# Целлерталь (Пфальц)
Целлерталь (нем. Zellertal) — община в Германии, в земле Рейнланд-Пфальц.
Входит в состав района Доннерсберг. Подчиняется управлению Гёльхайм. Население составляет 1227 человек (на 31 декабря 2010 года). Занимает площадь 6,93 км².
Коммуна подразделяется на 3 сельских округа.